# Julius Stieglitz
Julius Oscar Stieglitz (26 mai 1867 - 10 janvier 1937) est un chimiste américain d'origine juive allemande. Il est enseignant et chimiste organicien avec un intérêt majeur pour la chimie pharmaceutique et médicinale. Il est connu pour le réarrangement de Stieglitz, une réaction de réarrangement en chimie organique qui implique généralement la formation d'imines à partir d'hydroxylamines par un déplacement du carbone vers l'azote, comparable à l'étape clé d'un réarrangement de Beckmann,,.

## Biographie
Julius et son frère jumeau Léopold sont nés à Hoboken (New Jersey) le 26 mai 1867, d'Edward Stieglitz (1833–1909) et Hedwig Ann Werner (1845–1922). Son frère aîné est le photographe Alfred Stieglitz. Il épouse Anna Stieffel le 28 août 1891.
Au début de sa carrière, il travaille pour Parke, Davis & Co. à Détroit en tant que toxicologue. Après avoir fréquenté des écoles privées et publiques à New York au cours de ses premières années, lui et son frère jumeau Léopold sont envoyés en Allemagne pour leurs études supérieures. Il va au Gymnasium en Allemagne et étudie à l'université de Berlin, où il obtient son doctorat en chimie en 1889 avec Ferdinand Tiemann. Après une courte période d'études avec Victor Meyer à Göttingen, il retourne aux États-Unis en 1890. En 1892, Stieglitz commence à travailler à l'université de Chicago, où il reste toute sa carrière.
Il commence sa carrière à l'université de Chicago en 1892 en tant que tuteur non rémunéré, donnant des conférences sans salaire et vivant des dons des étudiants. En 1893, il est nommé professeur adjoint et gravit les échelons pour devenir professeur de chimie en 1905. Il est directeur du département de 1915 à 1933.
En 1933, il est nommé professeur émérite mais continue d'enseigner et de présider le conseil d'administration de l'American Chemical Society. Il est très actif au sein de l'ACS, en tant que président de la section de Chicago en 1904 et président de l'ACS en 1917. En 1911, il est élu à l'Académie nationale des sciences. Stieglitz participe à la création du prix Willard-Gibbs et reçoit la médaille Gibbs lui-même en 1923. Il reçoit des doctorats honorifiques de l'université Clark (D.Sc.) et de l'université de Pittsburgh (Ph.D.).
Il meurt à Chicago le 10 janvier 1937.

## Conférence Stieglitz
La conférence Julius Stieglitz est créée à l'aide de fonds dédiés à son héritage commémoratif en 1940. La conférence est présentée alternativement par le département de chimie de l'université de Chicago et la section de Chicago de l'ACS au cours des années consécutives jusqu'en 1994. Il y a une pause dans la présentation de 1994 à 1999 jusqu'à ce que les fonds aient atteint un niveau suffisant pour soutenir une allocation de 1 000 $ plus les dépenses pour chaque année.